# Thế giới phù thủy
Thế giới phù thủy (tựa gốc tiếng Anh: Wizarding World, trước đây gọi là Thế giới phù thủy của J. K. Rowling) là một thương hiệu truyền thông giả tưởng và vũ trụ hư cấu tập trung vào một loạt phim, dựa trên loạt tiểu thuyết Harry Potter của J. K. Rowling. Các bộ phim đã được sản xuất từ năm 2000, và trong thời gian đó, mười bộ phim đã được sản xuất: tám phần là phim chuyển thể từ tiểu thuyết Harry Potter và hai là một phần của sê-ri Fantastic Beasts. Các bộ phim được sở hữu và phân phối bởi Warner Bros Pictures, và ba bộ nữa đang trong các giai đoạn sản xuất khác nhau. Loạt phim đã thu về tổng cộng hơn 9,2 tỷ đô la tại phòng vé toàn cầu, khiến nó trở thành thương hiệu phim có doanh thu cao thứ ba mọi thời đại (sau Vũ trụ Điện ảnh Marvel và Chiến tranh giữa các vì sao và Người Nhện).
David Heyman và công ty Heyday Films của ông đã sản xuất mọi bộ phim trong loạt phim Thế giới phù thủy. Chris Columbus và Mark Radcliffe từng là nhà sản xuất cho Harry Potter và tên tù nhân ngục Azkaban, David Barron bắt đầu sản xuất các bộ phim với Harry Potter và Hội Phượng hoàng năm 2007 và kết thúc với Harry Potter và Bảo bối tử thần – Phần 2 năm 2011, và Rowling đã sản xuất hai bộ phim cuối cùng trong loạt phim Harry Potter. Heyman, Rowling, Steve Kloves và Lionel Wigram đã sản xuất cả hai bộ phim trong loạt phim Fantastic Beasts. Các bộ phim được viết và đạo diễn bởi một số cá nhân và có dàn diễn viên lớn, thường là dàn dựng. Nhiều diễn viên, bao gồm Daniel Radcliffe, Rupert Grint, Emma Watson và Tom Felton, đóng vai chính trong nhiều bộ phim. Album nhạc phim đã được phát hành cho mỗi bộ phim. Nhượng quyền thương mại cũng bao gồm sản xuất sân khấu, ấn phẩm kỹ thuật số, nhãn trò chơi điện tử và Thế giới phù thủy của Harry Potter, theo chủ đề tại một số công viên giải trí Universal Park & Resort trên thế giới.
Bộ phim đầu tiên trong Thế giới phù thủy là Harry Potter và Hòn đá Phù thủy (2001), tiếp theo là bảy phần tiếp theo của Harry Potter, bắt đầu với Harry Potter và Phòng chứa bí mật năm 2002 và kết thúc với Harry Potter và Bảo bối tử thần - Phần 2 vào năm 2011, gần mười năm sau khi bộ phim đầu tiên được phát hành. Sinh vật huyền bí và nơi tìm ra chúng (2016) là bộ phim đầu tiên trong loạt phim ngoại truyện Sinh vật huyền bí. Phần tiếp theo, có tựa đề Sinh vật huyền bí: Tội ác của Grindelwald, được phát hành vào ngày 16 tháng 11 năm 2018. Ba phần bổ sung vẫn còn trong các giai đoạn sản xuất khác nhau. Phần phim thứ ba, Sinh vật huyền bí: Những bí mật của Dumbledore phát hành vào ngày 15 tháng 4 năm 2022. Hai phần bổ sung vẫn còn trong các giai đoạn sản xuất khác nhau, với trò chơi điện tử tường thuật đầu tiên mang nhãn hiệu Wizarding World, Hogwarts Legacy, dự kiến phát hành vào cuối năm 2022. Warner Bros cũng đang có kế hoạch phát triển một loạt phim truyền hình lấy bối cảnh Thế giới Phù thủy, để ra mắt trên HBO Max.

## Loạt phimHarry Potter
| Phim                                     | Ngày phát hành       | Đạo diễn       | Biên kịch          | Nhà sản xuất                                  |
| ---------------------------------------- | -------------------- | -------------- | ------------------ | --------------------------------------------- |
| Harry Potter và Hòn đá Phù thủy          | 10 tháng 11 năm 2001 | Chris Columbus | Steve Kloves       | David Heyman                                  |
| Harry Potter và Phòng chứa Bí mật        | 15 tháng 11 năm 2002 | Chris Columbus | Steve Kloves       | David Heyman                                  |
| Harry Potter và tên tù nhân ngục Azkaban | 31 tháng 5 năm 2004  | Alfonso Cuarón | Steve Kloves       | David Heyman, Chris Columbus & Mark Radcliffe |
| Harry Potter và Chiếc cốc lửa            | 18 tháng 11 năm 2005 | Mike Newell    | Steve Kloves       | David Heyman                                  |
| Harry Potter và Hội Phượng hoàng         | 11 tháng 7 năm 2007  | David Yates    | Michael Goldenberg | David Heyman & David Barron                   |
| Harry Potter và Hoàng tử lai             | 15 tháng 7 năm 2009  | David Yates    | Steve Kloves       | David Heyman & David Barron                   |
| Harry Potter và Bảo bối Tử thần – Phần 1 | 19 tháng 11 năm 2010 | David Yates    | Steve Kloves       | David Heyman, David Barron & J. K. Rowling    |
| Harry Potter và Bảo bối Tử thần – Phần 2 | 15 tháng 7 năm 2011  | David Yates    | Steve Kloves       | David Heyman, David Barron & J. K. Rowling    |

### Harry Potter và Hòn đá Phù thủy
Harry Potter, một cậu bé mười một tuổi có vẻ bình thường, thực sự là một phù thủy và là người sống sót sau nỗ lực vươn lên nắm quyền của Chúa tể Voldemort. Harry được Rubeus Hagrid giải thoát khỏi những người thân Muggle không tốt bụng của mình, chú Vernon, dì Petunia, và anh họ Dudley, và thay thế cậu tại Trường Phù thủy và Pháp sư Hogwarts, nơi cậu và những người bạn Ron Weasley và Hermione Granger vướng vào bí ẩn của Hòn đá Phù thủy, đang được lưu giữ trong trường.
Vào tháng 10 năm 1998, Warner Bros. đã mua bản quyền làm phim cho bốn tiểu thuyết đầu tiên của loạt phim giả tưởng Harry Potter của J. K. Rowling với tổng số tiền là bảy con số, sau lời mời chào từ nhà sản xuất David Heyman. Warner Bros. đã đặc biệt chú ý đến mong muốn và suy nghĩ của Rowling về các bộ phim khi soạn thảo hợp đồng của cô ấy. Một trong những quy định chính của cô ấy là chúng được quay ở Anh với dàn diễn viên toàn người Anh,  thường được tuân thủ. Vào ngày 8 tháng 8 năm 2000, Daniel Radcliffe hầu như không được biết đến và những người mới đến Rupert Grint và Emma Watson lần lượt được chọn đóng vai Harry Potter, Ron Weasley và Hermione Granger. Chris Columbus được thuê để chỉ đạo bộ phim chuyển thể từ Hòn đá phù thủy, với Steve Kloves được chọn viết kịch bản. Quá trình quay bắt đầu vào ngày 29 tháng 9 năm 2000 tại Leavesden Film Studios và kết thúc vào ngày 23 tháng 3 năm 2001, với công việc cuối cùng được thực hiện vào tháng 7. Quay phim chính diễn ra vào ngày 2 tháng 10 năm 2000 tại nhà ga xe lửa Goathland của North Yorkshire. Ban đầu Warner Bros. đã lên kế hoạch phát hành bộ phim vào cuối tuần 4 tháng 7 năm 2001, do thời gian sản xuất ngắn đến mức một số đạo diễn được đề xuất đã loại bỏ họ khỏi sự cân nhắc. Vì thời gian hạn chế, ngày này đã được lùi lại, và Harry Potter và Hòn đá Phù thủy đã được phát hành tại Vương quốc Anh và Hoa Kỳ vào ngày 16 tháng 11 năm 2001.

### Harry Potter và Phòng chứa Bí mật
Harry, Ron và Hermione trở lại Hogwarts vào năm thứ hai, nhưng một căn phòng bí ẩn trong trường, được mở ra khiến cả học sinh và hồn ma bị hóa đá bởi một nguyên nhân không rõ. Họ phải giải quyết bí ẩn của căn phòng, và khám phá lối vào của nó để tìm và đánh bại thủ phạm thực sự.
Columbus và Kloves trở lại với tư cách đạo diễn và biên kịch cho bộ phim chuyển thể Phòng chứa bí mật. Chỉ ba ngày sau khi bộ phim đầu tiên được phát hành rộng rãi, quá trình sản xuất bắt đầu vào ngày 19 tháng 11 năm 2001 tại Surrey, Anh, với việc quay phim tiếp tục tại Isle of Man và tại một số địa điểm khác ở Vương quốc Anh. Leavesden Film Studios ở London đã thực hiện một số cảnh cho Hogwarts. Quá trình chụp ảnh chính kết thúc vào mùa hè năm 2002. Bộ phim dành cho đến đầu tháng 10 để làm hậu kỳ. Harry Potter và Phòng chứa Bí mật được công chiếu lần đầu tại Vương quốc Anh vào ngày 3 tháng 11 năm 2002 trước khi phát hành rộng rãi vào ngày 15 tháng 11, một năm sau Hòn đá phù thủy.

### Harry Potter và tên tù nhân ngục Azkaban
Một tên tội phạm bí ẩn, Sirius Black, trốn thoát khỏi Azkaban và đặt mục tiêu vào trường Hogwarts, nơi các con thần trí đóng quân để bảo vệ Harry và các đồng nghiệp của cậu. Harry biết thêm về quá khứ của anh ta và mối liên hệ của anh ta với người tù vượt ngục.
Columbus, đạo diễn của hai phần trước, quyết định không trở lại chỉ đạo phần ba, nhưng vẫn là nhà sản xuất cùng với Heyman. Warner Bros. sau đó đã đưa ra một danh sách ngắn gồm ba cái tên để thay thế Columbus, bao gồm Callie Khouri, Kenneth Branagh (người đóng vai Gilderoy Lockhart trong Phòng chứa bí mật) và đạo diễn cuối cùng là Alfonso Cuarón. Cuarón ban đầu lo lắng về việc chấp nhận công việc vì chưa đọc bất kỳ cuốn sách nào hoặc xem phim, nhưng sau đó đã ký hợp đồng sau khi đọc bộ truyện và kết nối ngay với câu chuyện. Michael Gambon thay thế Richard Harris, người đóng vai Albus Dumbledore trong hai bộ phim trước, sau cái chết của Harris vào tháng 10 năm 2002.  Gambon không quan tâm đến việc cải thiện hoặc sao chép Harris, thay vào đó đưa ra cách diễn giải của riêng mình, bao gồm cả việc sử dụng một giọng Ailen nhẹ cho vai diễn. Anh ấy đã hoàn thành các cảnh quay của mình trong ba tuần.  Gary Oldman được chọn vào vai chính của Sirius Black vào tháng 2 năm 2003. Việc chụp ảnh chính bắt đầu vào ngày 24 tháng 2 năm 2003, tại Leavesden Film Studios, và kết thúc vào tháng 10 năm 2003. Harry Potter và tên tù nhân ngục Azkaban được công chiếu vào ngày 23 tháng 5 năm 2004 tại New York. Nó được phát hành tại Vương quốc Anh vào ngày 31 tháng 5 và tại Hoa Kỳ vào ngày 4 tháng 6. Đây là bộ phim đầu tiên trong loạt phim được phát hành tại cả rạp chiếu phim thông thường và IMAX.

### Harry Potter và Chiếc cốc lửa
Sau World Cup Quidditch, Harry trở lại Hogwarts và thấy mình được tham gia Giải đấu Tam Pháp thuật, một cuộc thi đầy thử thách liên quan đến việc hoàn thành ba nhiệm vụ nguy hiểm. Harry buộc phải cạnh tranh với ba phù thủy khác được chọn bởi Chiếc cốc lửa – Fleur Delacour, Viktor Krum và Cedric Diggory.
Vào tháng 8 năm 2003, đạo diễn điện ảnh người Anh Mike Newell được chọn chỉ đạo bộ phim sau khi đạo diễn Alfonso Cuarón của Tên tù nhân ngục Azkaban tuyên bố rằng ông sẽ không chỉ đạo phần tiếp theo. Heyman quay lại sản xuất, và Kloves lại viết kịch bản. Chụp ảnh chính bắt đầu vào ngày 4 tháng 5 năm 2004. Các cảnh có sự tham gia của các diễn viên chính của bộ phim bắt đầu được bấm máy vào ngày 25 tháng 6 năm 2004 tại Xưởng phim Leavesden của Anh. Harry Potter và Chiếc cốc lửa được công chiếu lần đầu vào ngày 6 tháng 11 năm 2005 tại Luân Đôn,  và được phát hành tại Vương quốc Anh và Hoa Kỳ vào ngày 18 tháng 11. Chiếc cốc lửa là phim đầu tiên trong loạt phim nhận được xếp hạng PG-13 bởi Hiệp hội Điện ảnh Hoa Kỳ (MPAA) cho "các cảnh bạo lực giả tưởng và hình ảnh đáng sợ", M bởi Hội đồng Phân loại Úc (ACB), và điểm 12A của Hội đồng phân loại phim Anh (BBFC) cho các chủ đề đen tối, bạo lực giả tưởng, mối đe dọa và hình ảnh đáng sợ.

### Harry Potter và Hội Phượng hoàng
Harry trở lại năm thứ năm tại Hogwarts và phát hiện ra rằng Thế giới Phù thủy đang từ chối sự trở lại của Voldemort. Anh ta tự giải quyết các vấn đề và thành lập một tổ chức bí mật để đứng lên chống lại chế độ của "Yêu quái tối cao" của Hogwarts, Dolores Umbridge, cũng như học cách thực hành Phòng chống Nghệ thuật Hắc ám (D.A.D.A.) cho trận chiến sắp tới.
Daniel Radcliffe xác nhận anh sẽ trở lại với vai Harry Potter vào tháng 5 năm 2005, cùng với Rupert Grint, Emma Watson, Matthew Lewis (Neville Longbottom) và Bonnie Wright (Ginny Weasley) xác nhận sẽ trở lại vào tháng 11 năm 2005. Vào tháng 2 năm 2006, Helen McCrory  được chọn vào vai Bellatrix Lestrange, nhưng đã bỏ ngang vì mang thai. Vào tháng 5 năm 2006, Helena Bonham Carter được chọn thay thế cho cô. Ralph Fiennes đóng vai Chúa tể Voldemort.  Đạo diễn truyền hình Anh David Yates được chọn làm đạo diễn cho bộ phim sau khi đạo diễn Newell của Chiếc cốc lửa, cũng như Jean-Pierre Jeunet, Guillermo del Toro, Matthew Vaughn và Mira Nair từ chối lời đề nghị. Kloves, tác giả kịch bản của bốn bộ phim Harry Potter đầu tiên, đã có những cam kết khác và Michael Goldenberg, người đã được cân nhắc cho vai trò biên kịch của bộ phim đầu tiên, điền vào để viết kịch bản. Việc chụp ảnh chính bắt đầu vào ngày 7 tháng 2 năm 2006 và kết thúc vào đầu tháng 12 năm 2006. Quá trình quay phim bị gián đoạn hai tháng bắt đầu từ tháng 5 năm 2006 để Radcliffe có thể dự thi các Cấp độ AS của mình và Watson có thể tham gia kỳ thi GCSE của cô ấy. Quá trình quay live-action diễn ra ở Anh và Scotland cho các địa điểm bên ngoài và tại Leavesden Film Studios cho các địa điểm bên trong. Harry Potter và Hội Phượng hoàng đã có buổi ra mắt thế giới vào ngày 28 tháng 6 năm 2007 tại Tokyo, Nhật Bản,  và công chiếu tại Vương quốc Anh vào ngày 3 tháng 7 năm 2007 tại Quảng trường Odeon Leicester ở Luân Đôn. Phim được phát hành tại Vương quốc Anh vào ngày 12 tháng 7, và Hoa Kỳ vào ngày 11 tháng 7.

### Harry Potter và Hoàng tử lai
Voldemort và các Tử thần Thực tử của hắn đang gia tăng nỗi kinh hoàng đối với thế giới Phù thủy và Muggle. Cần anh ta vì một lý do quan trọng, Hiệu trưởng Dumbledore thuyết phục người bạn cũ Horace Slughorn trở lại vị trí trước đây của mình tại Hogwarts. Trong lớp học Độc dược của Slughorn, Harry sở hữu một cuốn sách giáo khoa có chú thích kỳ lạ, trước đây thuộc sở hữu của "Hoàng tử lai".
Vào tháng 7 năm 2007, có thông báo rằng Yates sẽ trở lại làm giám đốc. Kloves trở lại viết kịch bản sau khi bỏ qua phần phim thứ năm, với Heyman và David Barron trở lại là nhà sản xuất. Watson đã cân nhắc việc không quay lại tham gia bộ phim, nhưng cuối cùng vẫn ký tiếp sau khi Warner Bros. dời lịch sản xuất để phù hợp với ngày thi của cô. Chụp ảnh chính bắt đầu vào ngày 24 tháng 9 năm 2007, và kết thúc vào ngày 17 tháng 5 năm 2008. Mặc dù Radcliffe, Gambon và Jim Broadbent (Slughorn) bắt đầu bấm máy vào cuối tháng 9 năm 2007, các diễn viên khác bắt đầu muộn hơn nhiều: Watson đã làm không bắt đầu cho đến tháng 12 năm 2007, Alan Rickman (Severus Snape) cho đến tháng 1 năm 2008, và Bonham Carter cho đến tháng 2 năm 2008. Harry Potter và Hoàng tử lai có buổi ra mắt thế giới vào ngày 6 tháng 7 năm 2009 tại Tokyo, Nhật Bản,  và được phát hành tại Vương quốc Anh và Hoa Kỳ vào ngày 15 tháng 7.

### Harry Potter và Bảo bối Tử thần – Phần 1
Harry, Ron và Hermione bỏ lại trường Hogwarts và lên đường tìm và phá hủy bí mật trường sinh bất tử của Chúa tể Voldemort - Trường sinh linh giá . Bộ ba trải qua một cuộc hành trình dài với nhiều chướng ngại vật trên con đường của họ bao gồm Tử thần Thực tử, Kẻ săn trộm, Bảo bối Tử thần bí ẩn, và mối liên hệ của Harry với tâm trí Chúa tể Hắc ám ngày càng trở nên mạnh mẽ hơn.

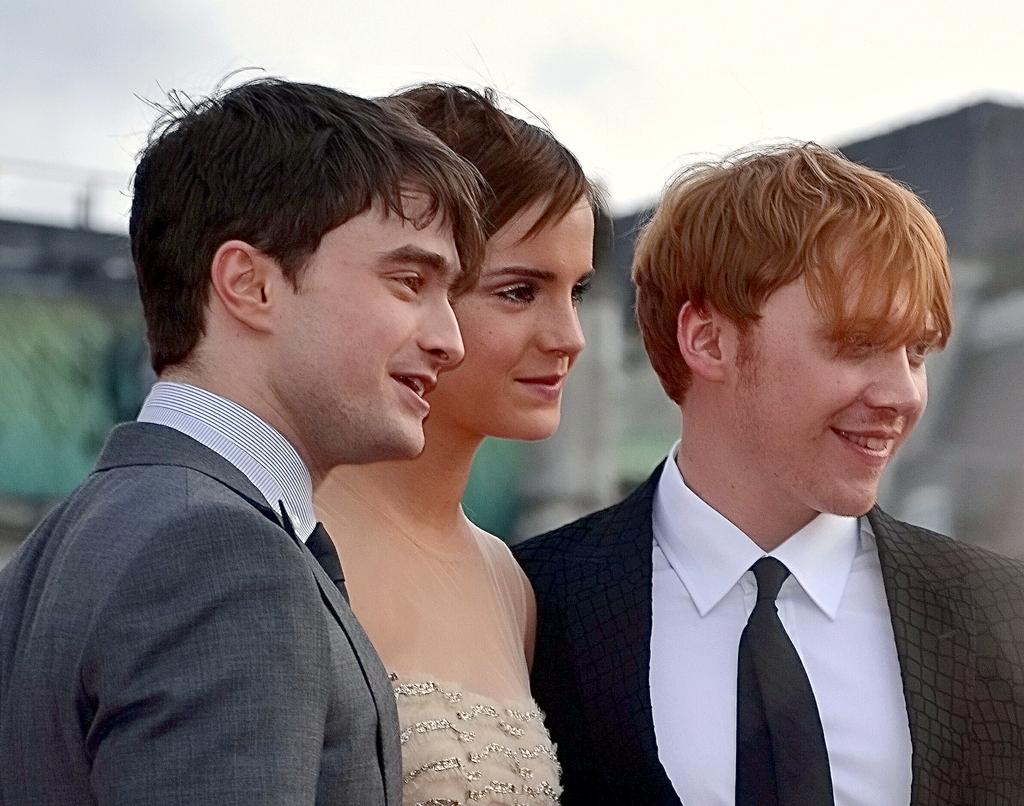
Daniel Radcliffe, Emma Watson và Rupert Grint tại buổi công chiếu thế giới của Bảo bối Tử thần – Phần 2 vào ngày 7 tháng 7 năm 2011 tại Quảng trường Trafalgar ở London.

Dự kiến ban đầu cho một buổi ra rạp duy nhất, vào ngày 13 tháng 3 năm 2008, Warner Bros. thông báo rằng bộ phim chuyển thể Bảo bối Tử thần sẽ được chia thành hai phần để thực thi công lý cho cuốn sách và thể hiện sự tôn trọng dành cho người hâm mộ. Yates, đạo diễn của hai bộ phim trước, đã được xác nhận sẽ trở lại với tư cách đạo diễn, và Kloves được xác nhận là người viết kịch bản. Lần đầu tiên trong loạt phim, Rowling được chỉ định là nhà sản xuất cùng với Heyman và Barron, tuy nhiên Yates lưu ý rằng sự tham gia của cô trong quá trình làm phim không thay đổi so với các bộ phim trước. Quá trình tiền sản xuất bắt đầu vào ngày 26 tháng 1 năm 2009, trong khi nhiếp ảnh chính bắt đầu vào ngày 19 tháng 2 tại Leavesden Studios, nơi sáu phần trước được quay. Pinewood Studios trở thành địa điểm trường quay thứ hai để quay bộ phim thứ bảy.

### Harry Potter và Bảo bối Tử thần – Phần 2
Harry, Ron và Hermione tiếp tục công cuộc tìm kiếm và tiêu diệt những Trường sinh linh giá còn sót lại, khi Harry chuẩn bị cho trận chiến cuối cùng chống lại Voldemort.
Bộ phim được công bố vào tháng 3 năm 2008 với tên gọi Harry Potter và Bảo bối Tử thần – Phần 2 , phần thứ hai trong hai phần điện ảnh . Nó cũng được tiết lộ rằng Yates sẽ đạo diễn bộ phim và Kloves sẽ viết kịch bản. Kloves bắt đầu thực hiện kịch bản của phần thứ hai vào tháng 4 năm 2009, sau khi kịch bản của phần đầu tiên được hoàn thành. Bảo bối tử thần – Phần 2 được quay liên tục với Bảo bối tử thần – Phần 1 từ ngày 19 tháng 2 năm 2009 đến ngày 12 tháng 6 năm 2010, và được coi như một bộ phim trong quá trình chụp ảnh chính. Các cảnh quay lại được xác nhận sẽ bắt đầu vào mùa đông năm 2010 cho những cảnh cuối cùng và phần kết của bộ phim, ban đầu diễn ra tại nhà ga London King's Cross. Quá trình quay phim diễn ra tại Leavesden Film Studios vào ngày 21 tháng 12 năm 2010,  đánh dấu sự kết thúc của loạt phim Harry Potter sau mười năm quay phim.
Bộ phim đã có buổi công chiếu đầu tiên trên thế giới vào ngày 7 tháng 7 năm 2011 tại Quảng trường Trafalgar ở London, và công chiếu tại Hoa Kỳ vào ngày 11 tháng 7 tại Trung tâm Lincoln ở Thành phố New York. Mặc dù được quay ở định dạng 2D, bộ phim đã được chuyển đổi thành 3D trong quá trình hậu kỳ và được phát hành ở cả RealD 3D và IMAX 3D, trở thành bộ phim đầu tiên trong loạt phim được phát hành ở định dạng này. Phim được phát hành vào ngày 15 tháng 7 tại Vương quốc Anh và Hoa Kỳ.

## Loạt phimSinh vật huyền bí
| Phim                                           | Ngày phát hành       | Đạo diễn    | Biên kịch                    | Nhà sản xuất                                                          | Trạng thái |
| ---------------------------------------------- | -------------------- | ----------- | ---------------------------- | --------------------------------------------------------------------- | ---------- |
| Sinh vật huyền bí và nơi tìm ra chúng          | 18 tháng 11 năm 2016 | David Yates | J. K. Rowling & Steve Kloves | David Heyman, J. K. Rowling, Steve Kloves & Lionel Wigram & Tim Lewis | Released   |
| Sinh vật huyền bí: Tội ác của Grindelwald      | 16 tháng 11 năm 2018 | David Yates | J. K. Rowling & Steve Kloves | David Heyman, J. K. Rowling, Steve Kloves & Lionel Wigram & Tim Lewis | Released   |
| Sinh vật huyền bí: Những bí mật của Dumbledore | 15 tháng 4 năm 2022  | David Yates | J. K. Rowling & Steve Kloves | David Heyman, J. K. Rowling, Steve Kloves & Lionel Wigram & Tim Lewis | Released   |

### Sinh vật huyền bí và nơi tìm ra chúng
Được chuyển thể từ tiểu thuyết Sinh vật huyền bí và nơi tìm ra chúng
Nội dung bộ phim xoay quanh nhân vật huyền thoại Scamander của trường pháp thuật Hogwarts, bối cảnh hàng trăm năm trước khi Harry đặt chân đầu tiên vào Hogwarts. Scamander một giáo sư sinh học sở hữu nhiều kĩ năng huyền bí và cũng là người có quyền lực. Phim theo chân Newt Scamander (Eddie Redmayne), một phù thủy chuyên nghiên cứu các sinh vật huyền bí và chu du khắp nơi trên thế giới để tìm kiếm chúng vào thập niên 1920. Điểm đến lần này của anh là New York nhộn nhịp, huyên náo. Nhưng một tai nạn xảy ra khiến các sinh vật huyền bí của anh bị xổng khỏi chiếc vali màu nhiệm, gây náo loạn cả thành phố. Cùng lúc đó, những người không có phép thuật bị tấn công bởi một loài sinh vật lạ. Chuỗi sự kiện gây hoang mang cho cả con người lẫn phù thủy. Newt Scamander cùng chị em phù thủy nhà Goldstein là Tina (Katherine Waterson) và Queenie (Alison Sudol), và anh chàng không biết pháp thuật Kowalski (Dan Fogler) bất đắc dĩ phải hợp tác với nhau để bắt hết các loài sinh vật đang xổng chuồng, đồng thời tìm ra kẻ gây ra hàng loạt vụ hỗn loạn bí ẩn. Fantastic Beats and Where to Find Them có thể khiến cả fan loạt truyện Harry Potter lẫn khán giả đại chúng cảm thấy bất ngờ. Thế giới phù thủy hoàn toàn mới mẻ khi lấy bối cảnh tại nước Mỹ, được kiểm soát bởi MACUSA, đơn vị tương tự Bộ Pháp thuật của Anh, cùng một hệ thống pháp luật riêng rẽ. Song, điều ấn tượng nhất của bộ phim chắc chắn là các loài sinh vật huyền bí phong phú, đa dạng. Một số thì có tạo hình đáng yêu như Niffler, một số lại to khổng lồ như Thunderbird, khiến người xem nhớ đến Bằng mã Buckbeak năm xưa... Tác phẩm còn tập trung phản ánh tình hình bất ổn chính trị giữa No-Maj – những người không có pháp thuật – và cộng đồng phù thủy. Bao trùm ngay từ đầu phim là không khí đen tối thông qua những bài báo về phù thủy hắc ám Gellert Grindelwald, cùng lời kêu gọi thực hiện Salem Đệ Nhị (một chiến dịch thanh trừng phù thủy) của Mary Lou (Samantha Morton). Việc phát triển cốt truyện song song giúp bộ phim mới mang màu sắc tương đối khác so với Harry Potter. Mối quan hệ bất ổn giữa phù thủy và người thường chính là tiền đề cho câu chuyện về Grindewald kể từ tập hai. Song, nó vô tình khiến mạch truyện chung đôi lúc bị loãng do không có kết nối cần thiết với các loài sinh vật huyền bí.

### Sinh vật huyền bí: Tội ác của Grindelwald
Sau thành công của phần đầu, "Sinh Vật Huyền Bí: Tội Ác Của Grindelwald" tiếp tục mang đến cho người xem cái nhìn sâu sắc về một thế giới phù thủy đen tối và dữ dội hơn cùng cuộc chiến nảy lửa giữa vị pháp sư đáng kính Albus Dumbledore (Jude Law) và phù thủy bóng tối xấu xa Gellert Grindelwald (Johnny Depp). Phần 2 xoay quanh cuộc chiến giữa hai phe để truy tìm và tranh giành các Bảo bối Tử thần.

### Sinh vật huyền bí: Những bí mật của Dumbledore
Nhiều năm sau các sự kiện của Tội ác của Grindelwald, câu truyện diễn ra song song ở hai nơi là Rio de Janeiro, Brazil và Berlin, Đức và quá trình dẫn đến việc Thế chiến II liên hệ với Thế giới Phù thủy. Trước thế lực phát triển đầy mạnh mẽ của Grindelwald, Albus Dumbledore đã ra lệnh cho Newt Scamander cùng với những người bạn của anh làm một nhiệm vụ dẫn đến một cuộc đụng độ với đội quân của Grindelwald và điều đó sẽ khiến Dumbledore phải suy nghĩ liệu bản thân mình sẽ đứng bên ngoài một cuộc chiến đang đến gần bao lâu.

## Nhạc phim
| Tựa đề                                                                             | Ngày phát hành       | Độ dài | Tác giả             | Công ty thu âm                  |
| ---------------------------------------------------------------------------------- | -------------------- | ------ | ------------------- | ------------------------------- |
| Harry Potter and the Philosopher's Stone (Original Motion Picture Soundtrack)      | 30 tháng 10 năm 2001 | 73:35  | John Williams       | Warner Sunset Nonesuch Atlantic |
| Harry Potter and the Chamber of Secrets (Original Motion Picture Soundtrack)       | 12 tháng 11 năm 2002 | 70:08  | John Williams       | Warner Sunset Nonesuch Atlantic |
| Harry Potter and the Prisoner of Azkaban (Original Motion Picture Soundtrack)      | 25 tháng 5 năm 2004  | 68:37  | John Williams       | Warner Sunset Nonesuch Atlantic |
| Harry Potter and the Goblet of Fire (Original Motion Picture Soundtrack)           | 15 tháng 11 năm 2005 | 75:58  | Patrick Doyle       | Warner Sunset                   |
| Harry Potter and the Order of the Phoenix (Original Motion Picture Soundtrack)     | 10 tháng 7 năm 2007  | 52:22  | Nicholas Hooper     | Warner Sunset                   |
| Harry Potter and the Half-Blood Prince (Original Motion Picture Soundtrack)        | 14 tháng 7 năm 2009  | 62:40  | Nicholas Hooper     | New Line Records                |
| Harry Potter and the Deathly Hallows – Part 1 (Original Motion Picture Soundtrack) | 16 tháng 11 năm 2010 | 73:38  | Alexandre Desplat   | WaterTower Music                |
| Harry Potter and the Deathly Hallows – Part 2 (Original Motion Picture Soundtrack) | 12 tháng 7 năm 2011  | 68:26  | Alexandre Desplat   | WaterTower Music                |
| Fantastic Beasts and Where to Find Them (Original Motion Picture Soundtrack)       | 18 tháng 11 năm 2016 | 72:00  | James Newton Howard | WaterTower Music                |
| Fantastic Beasts: The Crimes of Grindelwald (Original Motion Picture Soundtrack)   | 9 tháng 11 năm 2018  | 77:17  | James Newton Howard | WaterTower Music                |